# Vaughania humbertiana
Vaughania humbertiana là một loài thực vật có hoa trong họ Đậu. Loài này được (M.Peltier) "Du Puy, Labat & Sch" miêu tả khoa học đầu tiên.